# Hualaihué
Hualaihué es una comuna de la zona sur de Chile ubicada en la provincia de Palena, Región de Los Lagos. Limita al norte y noreste con el estuario de Reloncaví y la comuna de Cochamó, al este con Argentina, al sur con Chaitén y al oeste con el seno de Relóncaví y el golfo de Ancud. Según el censo chileno de 2017, cuenta con 8944 habitantes. Su capital es el pueblo de Hornopirén. Esta comuna es lugar de tradiciones gauchescas y huasas.
Como parte de la Patagonia norte, destaca por su mezcla de paisajes cordilleranos y costeros, como también por sus atractivos naturales.

## Historia
En tiempos prehispánicos, la costa oriental del seno de Reloncaví y del golfo de Ancud, incluyendo el fiordo Comau, habrían sido zonas de tránsito para pueblos indígenas como los cuncos y poyas. Tras la conquista española del archipiélago de Chiloé en la segunda mitad del siglo XVI, recién dos siglos después chilotes y extranjeros empezaron a explorar las costas cordilleranas entre el fiordo Comau y la península de Huequi, atraídos por descubrir la mítica Ciudad de los Césares. En esta misión, entre 1872 y 1786, el fraile franciscano Francisco Menéndez realizó varios viajes al valle del río Vodudahue, llegando en el último hasta el lago argentino que hoy lleva su nombre.
También durante el siglo XVIII, el territorio cordillerano de Chiloé empezó a ser visitado por los habitantes del partido de Calbuco y de Castro para la extracción de alerce; el explorador José de Moraleda consignó a fines de siglo que el astillero de Contao—nombre con que se conocían a los lugares donde se trabajaba la madera— era uno de los más frecuentados, junto con el de Cayenel y del río Coihuín/Chamiza. El crecimiento del negocio maderero hizo que para mediados del siglo XIX el número de astilleros en la cordillera de la provincia de Chiloé superara la docena: entre la boca del estuario de Reloncaví y el canal Cholgo, hacia 1851 existían los astilleros de Puelche, Mañihueico, Contao, La Poza, Quetén, Lleguimán, Hualaihué, Pichicolo, Río Negro y Cholgo.
Tras la creación de la provincia de Llanquihue en 1861, el territorio de lo que sería la futura comuna de Hualaihué fue integrado a la división política-administrativa como la 4.ª subdelegación «Borodahue» del departamento de Carelmapu, compuesta por los distritos «Contao», «Lenquimán» y «Hualaihué» ( más el distrito de isla Queullín). Según el censo de 1865, los tres primeros distritos sumaban en ese entonces 453 habitantes.
En 1885 la subdelegación cambió de nombre a «Gualaihué» y en 1891 pasó a integrar la comuna de Calbuco, pero a contar de 1928, tras la disolución del departamento de Carelmapu, el territorio comprendido entre la boca del estuario del Reloncaví y el río Vodudahue quedó bajo la administración de Puerto Montt.
Tras el proceso de regionalización impulsado por la dictadura militar, finalmente la comuna de Hualaihué se creó el 21 de septiembre de 1979 mediante el Decreto Ley 2868, a partir de los distritos Contao, Hualaihué, Lleguimán y Río Negro, que hasta entonces pertenecían a la comuna de Puerto Montt. Al mismo tiempo, la nueva comuna pasó a ser parte de la recién creada provincia de Palena.

## Demografía

### Localidades de la comuna
Carretera Austral
- Caleta Puelche
- Mañihueico
- Contao
- El Cisne
- El Varal
- Hornopirén
- Caleta Cholgo
- Caleta Pichanco

Localidades aledañas
- Caleta El Manzano
- Caleta Pichicolo
- Puntilla Pichicolo
- Lago Cabrera
- Chaqueihua

Ruta costera
- La Poza
- Quildaco Bajo
- Caleta Aulen
- Caleta Curamin
- Tentelhue
- Rolecha
- Caleta Queten
- Chauchil
- Lleguimán
- Hualaihué Puerto

Islas
- Llancahué
  - Caleta Quiaca
  - Puerto Bonito
- Llanchid
- Malomacún
- Pelada

Fiordo Comau
- Caleta Loncochalgua
- Huinay
- Vodudahue

## Medio ambiente

### Geomorfología y componentes abióticos

Trazado simplificado de los ecosistemas y cuerpos de agua presentes en la comuna de Hualaihué.

La comuna de Hualaihué se encuentra emplazada en las unidades geomorfológicas de Cordillera patagónica de fiordos y ríos de control tectónico y Cordillera volcánica activa; y presenta según la clasificación climática de Köppen clima de tundra (ET), clima de tundra de lluvia invernal (ET (s)), clima templado lluvioso (Cfb), clima templado lluvioso con leve sequedad estival (Cfb (s)), clima templado lluvioso frío (Cfc) y clima templado lluvioso frío con leve sequedad estival (Cfc (s)). Esta además se halla entre las cuencas hidrográficas de Costeras entre el río Puelo y río Yelcho y río Puelo. Además, la comuna posee diversos cuerpos de agua, entre los que se destacan el lago Abascal, lago Cabrera, lago General Pinto Concha, lago Inexplorado, lago Orfa, lago Quintupeu y lago Soledad, laguna Mariquita; y río Barcelo, río Blanco, río Chauchil, río Cheniu, río Cholgo, río Cisnes o Gualaihue, río Contao, río Cuchildeo, río del Norte, río Esperanza, río Grande, río Huinay, río La Arena, río Lacaya, río Leguiman, río Libertador, río Lloncochaigua, río Los Patos, río Los Tiuques, río Manihueico, río Mariquita, río Mirta, río Negro, río Pedregoso, río Punin, río Queten, río Quintupeu, río Vodudahue y río Zambo.

### Componentes bióticos
Dentro del territorio de la comuna se pueden hallar los siguientes ecosistemas:
- Bosque caducifolio templado andino donde predominan Nothofagus pumilio y Drimys andina (Vulnerable)
- Bosque caducifolio templado andino donde predominan Nothofagus pumilio y Ribes cucullatum (Preocupación menor)
- Bosque resinoso templado andino donde predomina Fitzroya cupressoides (Casi amenazado)
- Bosque siempreverde templado andino donde predominan Nothofagus dombeyi y Saxegothaea conspicua (Casi amenazado)
- Bosque siempreverde templado interior donde predominan Nothofagus nitida y Podocarpus nubigenus (Preocupación menor)
- Matorral bajo templado andino donde predominan Adesmia longipes y Senecio bipontinii (Vulnerable)
- Zonas geográficas hinóspitas sin vegetación (Sin información)

### Medidas de protección ambiental y conflictos socioambientales
Hasta 2022, la comuna de Hualaihué cuenta con las siguientes zonas que poseen algún nivel de protección ambiental:
- Área Marina Costera Protegida Fiordo Comau-San Ignacio de Huinay (Área Marina Costera Protegida)[23]
- Bosques Templados Lluviosos (Reserva Biósfera)[24]
- Parque Nacional Hornopirén[25]
- Parque Nacional Pumalín Douglas Tompkins[26]
- San Ignacio del Huinay (Iniciativa de Conservación Privada)[27]
- Santuario de la Naturaleza Parque Pumalín (Santuario de la Naturaleza)[28]
- Santuario Parque Pumalín (Iniciativa de Conservación Privada)[29]

## Administración
La Municipalidad de Hualaihué es dirigida por la alcalde Cristina Espinoza Ojeda 

### Alcaldes de Hualaihué
| Alcalde                   | Partido | Período     |
| ------------------------- | ------- | ----------- |
| Osvaldo Oelckers Oelckers | UDI     | 1979 - 1992 |
| Rubén Mancilla Mancilla   | DC      | 1992 - 1994 |
| Eduardo Sanhueza Alvarado | UDI     | 1994 - 2008 |
| Freddy Ibacache Muñoz     | PPD     | 2008 - 2021 |
| Cristina Espinoza Ojeda   | (Ind.)  | 2021 - 2024 |

### Representación parlamentaria
Hualaihué pertenece a la XIII circunscripción senatorial —que representa al total de comunas de la Región de los Lagos— y al distrito electoral n.º 26, junto con todas las comunas pertenecientes a las provincias de Chiloé y Palena, Puerto Montt, Maullín, Calbuco y Cochamó.
En el Senado —para el periodo 2014-2022— está representada por Iván Moreira (UDI) y Rabindranath Quinteros (PS).
En la Cámara de Diputados está representada —para el periodo 2018-2022— por Gabriel Ascencio (PDC), Jenny Álvarez Vera (PS), Alejandro Bernales Maldonado (PL), Carlos Kuschel Silva (RN), Alejandro Santana Tirachini (RN).
En cuanto al Gobierno Regional, es representada por los consejeros regionales de la provincia de Palena, Fernando Hernández Torres (RN) y Roberto Soto Escalona (PS).

## Lugares de interés
- Parque Nacional Hornopirén: Área silvestre protegida, creada en 1988. Cuenta con una superficie de 66 195,78 hectáreas. El único acceso habilitado se encuentra en el sector de Chaquihua Alto, a 10 km al noreste de Hornopirén. El principal atractivo del parque es el lago Pinto Concha, al cual se accede mediante un sendero de 9,7 km de extensión. El visitante puede conocer flora como el alerce, lenga y coigüe de Magallanes, y fauna como el pudú, güiña, zorro chilla, quetru volador y carpintero negro. Desde el lago Pinto Concha también se puede ascender a la cima del volcán Yates.

- Parque Nacional Pumalín Douglas Tompkins: Área silvestre protegida de 402 392 hectáreas, creada en 2018, que abarca las comunas de Cochamó, Hualaihué y Chaitén. Si bien la mayoría de los senderos habilitados se encuentran en Chaitén, en Hualaihué se puede visitar fiordo Cahuelmó, en donde se encuentran las termas naturales del mismo nombre,[30] y un sendero de 2,3 km que conduce a la laguna Abascal.[31] Solo se puede acceder vía marítima.

## Medios de comunicación

### Radioemisoras
FM
- 88.5 MHz - Radio Nuevo Amanecer
- 89.1 MHz - Radio Hualaihué

Radios Online
- Radio Hualaihué [1]

## Galería

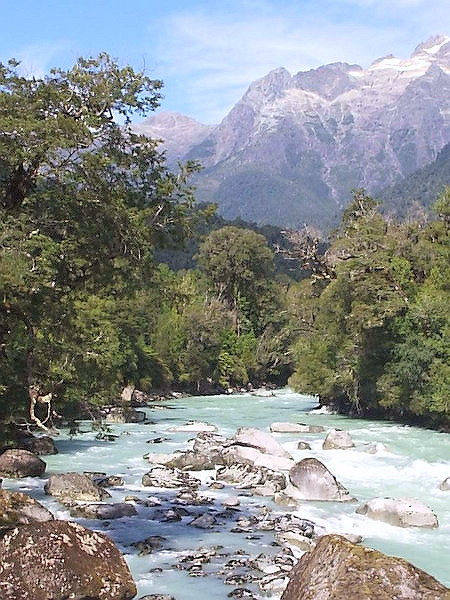
El río Blanco.
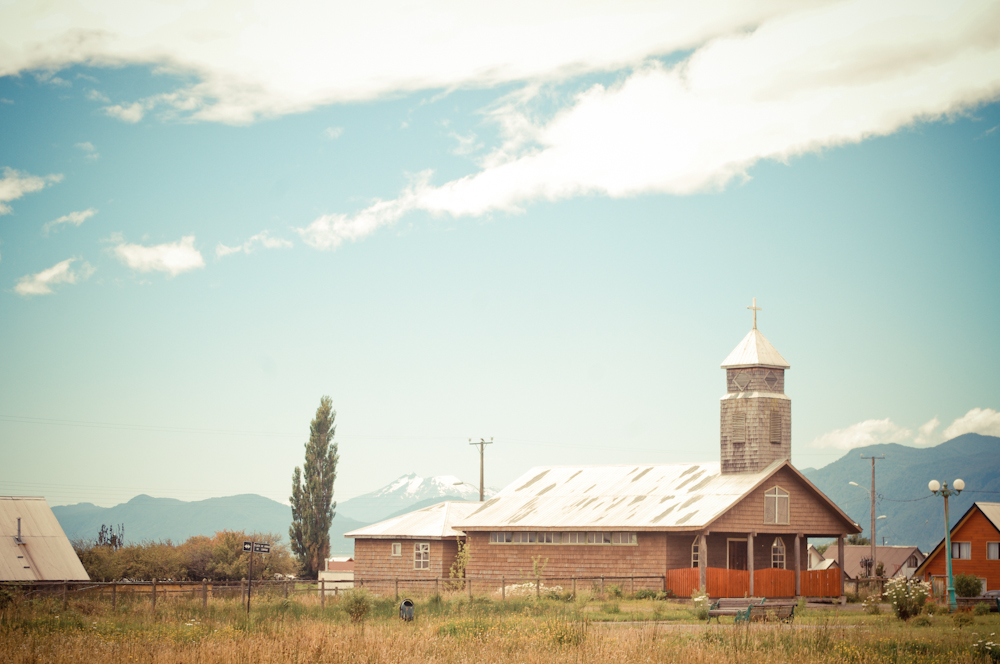
Iglesia de Contao.
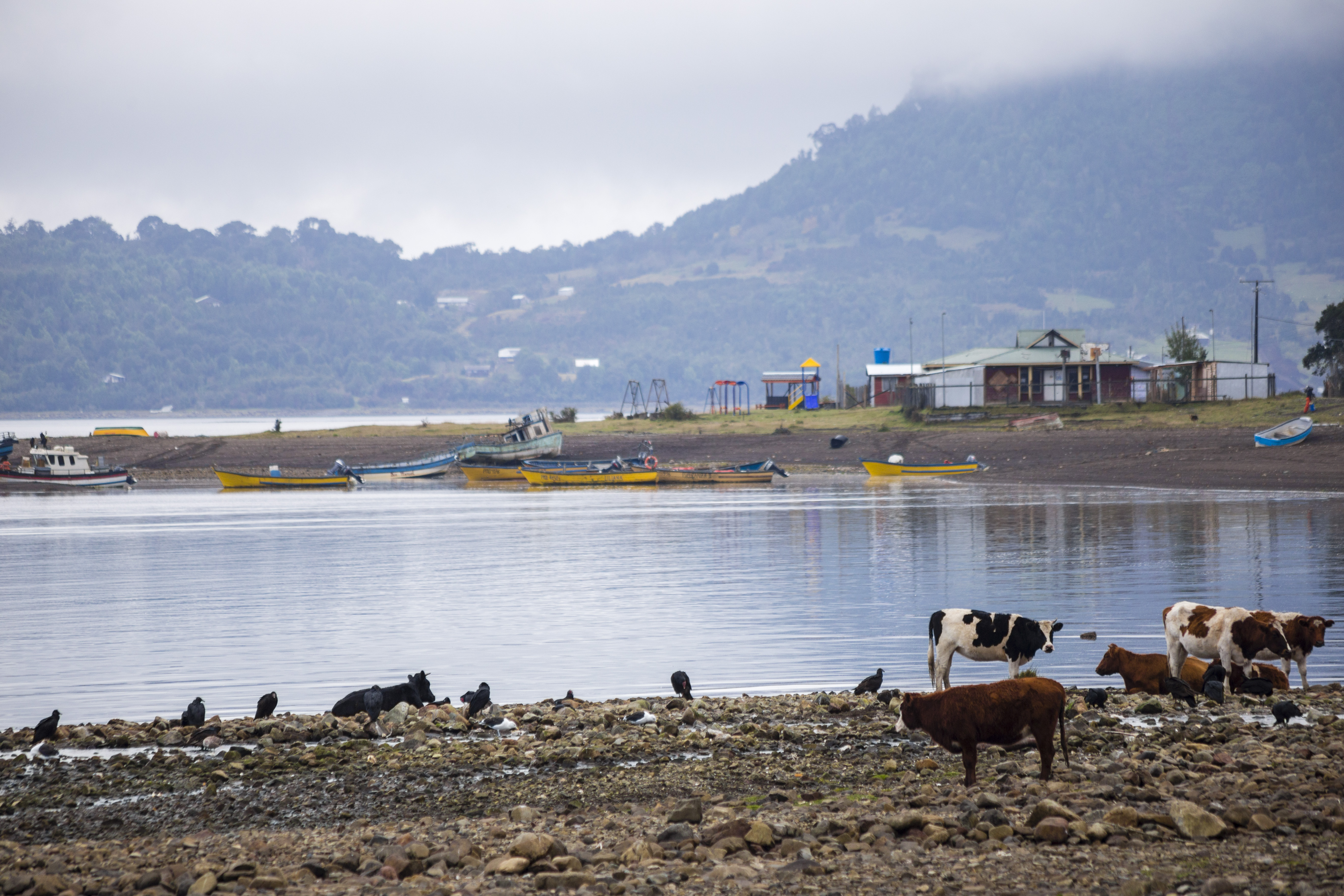
Caleta El Manzano.
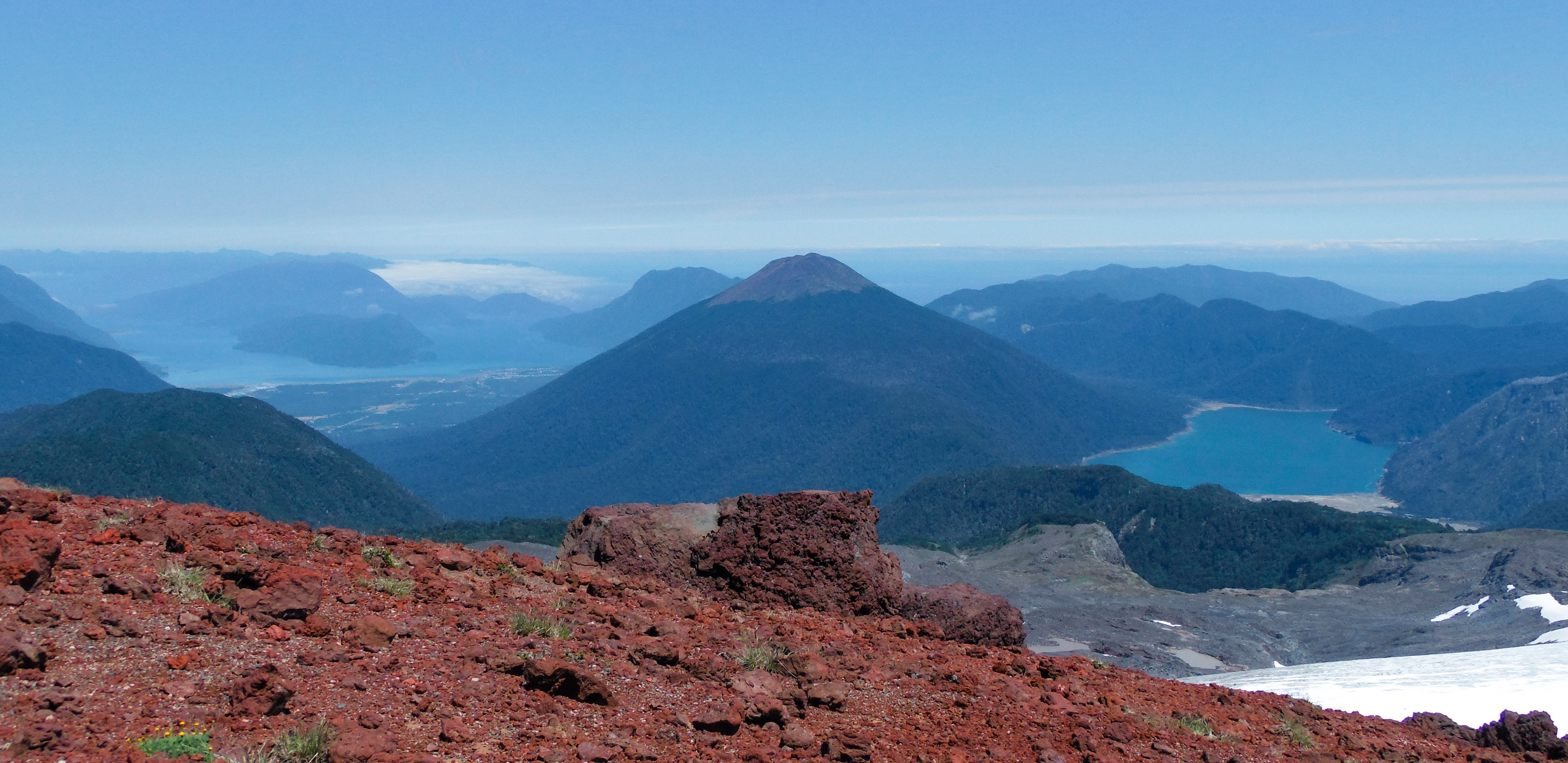
Volcán Hornopirén visto desde el Parque Nacional Hornopirén. A la derecha del volcán el lago Cabrera.
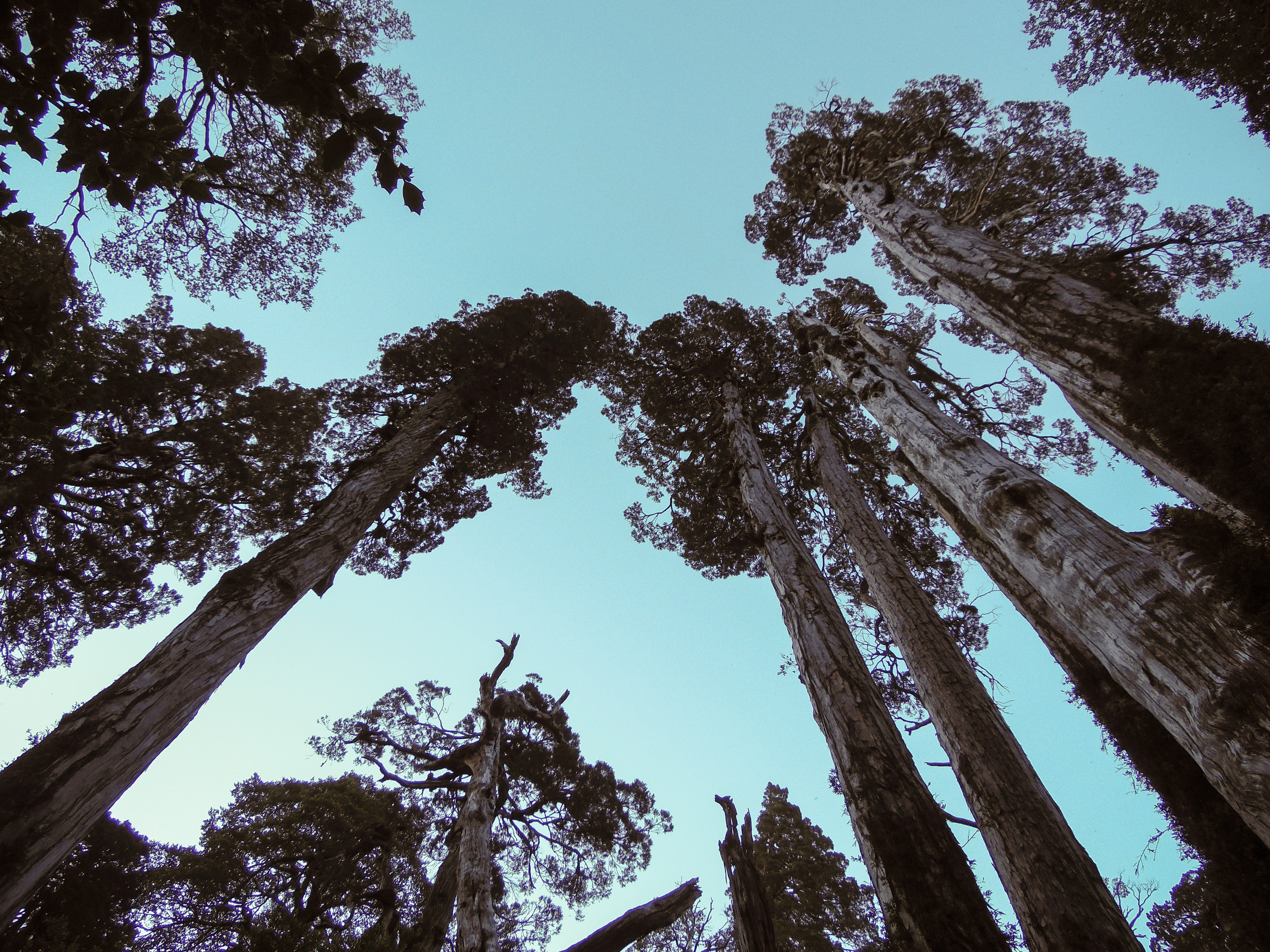
Alerces en el Parque Nacional Hornopirén.